# Nadia Benmokhtar
Nadia Benmokhtar est une footballeuse et manageuse franco-algérienne née le 31 août 1985 à Paris. Consultante pour TF1 lors de l' Euro 2024 en Allemagne.

## Carrière de joueuse
Fille d’un ancien joueur professionnel en Algérie, Nadia Benmokhtar commence très tôt à jouer au football et obtient sa première licence à l’âge de 7 ans auprès du club de la VGA Saint-Maur. Elle joue plusieurs années en Division 2 au poste de défenseuse, notamment pour l'Union Sportive de Compiègne et le Club Olympique Multisport de Bagneux. Appelée lors du stage de préparation de l'Équipe d'Algérie féminine de football pour la CAN 2014, elle ne participe finalement pas à la compétition.
Nadia Benmokhtar a terminé sa carrière en Division 1 au FCF Juvisy Essonne (actuel Paris FC), disputant notamment la Ligue des champions féminine de l'UEFA 2010-2011. Elle côtoie les joueuses internationales Gaëtane Thiney et  Sandrine Soubeyrand. De son propre aveu, ce poste dans l'un des meilleurs clubs de la Division 1 lui permet de côtoyer le haut niveau et de participer à la Ligue des Champions à deux reprises (1/4 de finale en 2011 et 1/2 finale en 2013).
Nadia Benmokhtar est une joueuse semi-professionnelle, menant de front une carrière sportive en Division 1 et professionnelle dans le commerce après avoir suivi des études de marketing.

## Reconversion
Consultante de la Coupe du monde féminine de football 2019 pour la station de radio France Bleu, elle est responsable de la Paris Saint-Germain Academy qui forme au football les filles et garçons de 3 à 17 ans.
Lors de la coupe du monde 2022, elle est consultante sur TF1/TMC dans Le Mag.
Elle est responsable du développement de la marque du PSG à l'international.
Consultante pour TF1 lors de l' Euro 2024 en Allemagne.